# Юрженко Максим Володимирович
Юрженко Максим Володимирович нар.26 травня 1983, м. Київ  — Член-кореспондент НАН України, професор, доктор технічних наук, завідувач відділу зварювання пластмас Інституту електрозварювання ім. Є.О. Патона, кавалер Ордена «За заслуги» III ступеня (2021 р.), лауреат Державної премії України в галузі науки і техніки (2019 р.), Премії найталановитішим молодим ученим в галузі фундаментальних і прикладних досліджень та науково-технічних розробок (2017 р.), Премії Президента України для молодих вчених (2013). Фахівець в галузі матеріалознаства, зокрема полімерних матеріалів, фізико-хімії полімерів та полімерних композитів, зварювання пластмас. Основоположник конформаційної теорії зварювання полімерів. Керівник колективу науковців з розробки технологій та обладнання для адитивного формування та зварювання пластмас і виробів з них, в тому числі під дією різних фізичних полів та в аномальних умовах, зварювання складнозварюваних полімерів, в тому числі хімічного зварювання реактопластів.

## Біографія
Максим Володимирович Юрженко народився 26 травня 1983 р. в м. Київ. З 1989 по 2000 рік навчався в  Гімназії №191 ім. П.Г. Тичини з поглибленим вивченням іноземних мов м. Києва. Після закінчення гімназії вступив до Національного педагогічного університету імені М. П. Драгоманова на фізико-математичний факультет. По закінченні університету, упродовж 2005-2011 років навчався  в спільній україно-французькій аспірантурі Інституту хімії високомолекулярних сполук НАН України та University Claude Bernard Lyon 1 (Ліон, Франція), (Laboratory of Polymer Materials and Biomaterials, CNRS/UMR 5223). В 2010 році захистив дисертаційну роботу "Електричні, термомеханічні та сорбційні властивості гібридних органо-неорганічних систем на основі уретанових олігомерів та силікатів" та здобув ступінь кандидата фізико-математичних наук за спеціальністю 01.04.19 - Фізика полімерів (Україна) та Docteur за спеціальністю "Mareriaux Polymeres et Composites" (Франція). Керівники - д.ф.-м.н. Мамуня Євген Петрович, Director of research CNRS, Dr. Gisele Boiteux. З 2011 року працює в ІХВС НАН України старшим науковим співробітником. З 2014 року - завідувач відділу зварювання пластмас Інституту електрозварювання ім. Є.О. Патона. У 2017 році присвоєно вчене звання старшого дослідника за спеціальністю 132 - Матеріалознавство. У 2019 захистив докторську дисертація на тему "Наукові основи та технології зварювання інженерних та високотехнологічних пластмас" та здобув науковий ступінь доктора технічних наук за спеціальністю 05.03.06 - Зварювання та спорідненні процеси і технології. У 2022 році присвоєно вчене звання професора за спеціальністю 132 - Матеріалознавство. У 2024 році обрано член-кореспондентом НАН України за спеціальністю "Матеріалознавство, технологія матеріалів".
Експерт Міністерства освіти і науки України (2016-2020), Міжнародний експерт ISO TC 44/SC7 (2018-дотепер), керівник (2015-дотепер) ПК9 «Зварювання та склеювання пластмас» ТК44 «Зварювання та спорідненні процеси і технології» Національного органу стандартизації України, керівник атестаційної комісії зварників пластмас Українського атестаційного комітету зварювальників (2016-дотепер), керівник (2018 – дотепер) Міжнародної польсько-української науково-дослідної лабораторії ADPOLCOM.

## Нагороди
- 2024 р. - Грамотa Президії НАН України та Ради молодих вчених НАН України "За активну участь та вагомі досягнення у науковій діяльності"
- 2023 р. - Переможець конкурсу "Найкращий молодий вчений Академії"
- 2022 р. - Лауреат конкурсу "Молодий вчений року" у номінаціях "Науковий ментор (Керівник наукового дослідження)" та "Матеріалознавство" (Результати конкурсу "Молодий вчений року 2021")
- 2021 р. - Орден «За заслуги» III ступеня (Указ Президента України №406/2021)
- 2019 р. - Державна премія України в галузі науки і техніки за роботу "Створення полімерних матеріалів та конструкцій з них під дією фізичних полів" (Указ Президент України №4/2020).
- 2018 р. - Премія Національної Академії Наук України для молодих вчених за кращі наукові роботи
- 2017 р. - Премія Верховної Ради України для молодих вчених Розробка функціональних полімерних нанокомпозитів новітніми методами
- 2017 р. - Відзнака «Талант, натхнення, праця» НАН України для молодих вчених
- 2013 р. - Премія Президента України для молодих вчених Розробка електроактивних наноструктурованих полімерних матеріалів з різною природою провідності для багатофункціонального призначення
- 2012 р. - Премія Національної Академії Наук України для молодих вчених за кращі наукові роботи

## Вибрані наукові публікації
Юрженко М.В. - автор понад 360 наукових праць, включно 13 монографій, 76 статтей, 15 з яких у журналах квартелів Q1 та Q2, 56 державний стандартів, гармонізованих з міжнародними стандартами та введеними в Україні, 20 патентів, зокрема:
Монографії:
- Юрженко М.В., Шестопал А.М., Гохфельд В.Л. та інші. Словник-довідник зі зварювання та склеювання пластмас; під ред. Б.Є. Патона // 2018, Київ : Наукова думка, 368 с.. ISBN 978-966-00-1669-9.
- Юрженко М.В., Кораб М.Г. Зварювання високотехнологічних пластмас // 2016, Суми : Університетська книга, 319 с. ISBN 978-966-680-809-0.
- Mamunya Ye., Iurzhenko M. (Eds.) Advances in progressive thermoplastic and thermosetting polymers, perspectives and applications // 2012, TechnoPress, Iasi, Romania (EU), 443 p. ISBN 978-973-702-902-7.

Статті:
- Demchenko V., Kobylinskyi S., Iurzhenko M., Riabov S., Vashchuk A., Rybalchenko N., Zahorodnia S., Naumenko K., Demchenko O., Adamus G.,  Kowalczuk M. Nanocomposites based on polylactide and silver nanoparticles and their antimicrobial and antiviral applications // Reactive and Functional Polymers.  2022. Vol. 170: 105096. https://doi.org/10.1016/j.reactfunctpolym.2021.105096
- Kolisnyk, R., Korab, M., Iurzhenko, M., Masiuchok, O., Mamunya, Y. Development of heating elements based on conductive polymer composites for electrofusion welding of plastics // Journal of Applied Polymer Science, 2021, 138(20), 50418. https://doi.org/10.1002/app.50418
- Sikorska W., Zięba M., Musioł M., Kowalczuk M., Janeczek H.,  Chaber P., Masiuchok O., Demchenko V., Talanyuk V., Iurzhenko M., Puskas J.E., Adamus G. Forensic Engineering of Advanced Polymeric Materials - Part VII: Degradation of Biopolymer Welded Joints // Polymers 2020, 12, p. 1167. https://doi.org/10.3390/polym12051167
- Demchenko V.L., Shtompel V.I., Riabov S.V., Goncharenko L.A., Kobylinsky S.M., Iurzhenko M.V. Preparation and characterization of Cu/Cu2O containing nanocomposites based on interpolyelectrolyte complexes of pectin–polyethyleneimine // Applied Nanoscience, Springer, published online: 21 April 2020. https://doi.org/10.1007/s13204-020-01395-x
- Matkovska L., Iurzhenko M., Mamunya Y., Shadrin A., Boiteux G. Structural Peculiarities of Ion-Conductive Organic-Inorganic Polymer Composites Based on Aliphatic Epoxy Resin and Salt of Lithium Perchlorate  // Nanoscale Research Letters, 2017, 12(1), 423
- Зварювання пластмас: сьогодення та майбутнє. Стенограма доповіді на засіданні Президії НАН України 23 червня 2021 року // Вісник НАН України 2021 №8 С.62-67

Патенти:
- Демченко В.Л., Юрженко М.В., Кобилінський С.М., Гончаренко Л.А., Масючок О.П. Біодеградабельний металонаповнений полімерний нанокомпозит з антибактеріальними властивостями // Патент на винахід № 124127, Україна, МПК (2021.01) C08K 3/08 (2006.01) B82Y 30/00, 21.07.2021, Бюл. № 29.
- Юрженко М.В., Кораб М.Г., Гальчун А.М., та інші, всього 5 осіб. Спосіб зварювання встик полімерних труб без застосування механічного торцювання та без утворення внутрішнього грату, та пристрій для його реалізації // Патент Україн на винахід UA №117033, 11.06.2018, заявка № u201604820 від 29.04.2016.

Державні стандарти України:
- ДСТУ EN 13067:2016 (EN 13067:2012, IDT) Персонал, який виконує зварювання пластмас. Кваліфікаційні випробування зварників. Зварні термопластичні конструкції.